# Acraea budongensis
Acraea budongensis är en fjärilsart som beskrevs av Carpenter 1935. Acraea budongensis ingår i släktet Acraea och familjen praktfjärilar. Inga underarter finns listade i Catalogue of Life.